# Stylaster pulcher
Stylaster pulcher är en nässeldjursart som beskrevs av Quelch 1884. Stylaster pulcher ingår i släktet Stylaster och familjen Stylasteridae. Inga underarter finns listade i Catalogue of Life.